# 新北市立錦和高級中學
新北市立錦和高級中學，簡稱錦和高中、錦中，位於新北市中和區的完全中學，設有國中部、高中部、進修部等。鄰近雙和醫院、中和運動中心、錦和運動公園、圓通寺、烘爐地、興南夜市。

## 校史
經過中和市代表會決議定名「臺北縣立錦和國民中學」，並在1990年經台北縣政府核准。教育部在1998年2月去函核准改制「錦和中學」，8月改制為完全中學「臺北縣立錦和中學」，2000年10月改名「臺北縣立錦和高級中學」，2010年改名「新北市立錦和高級中學」，隔年設立進修學校高中部。  2024年錦和高中轉型為「AI＋科技高中」為全國第一間結合AI科技中心、程式教育體驗中心的完全中學。
2022年第一次參與HBL高級中等學校籃球聯賽並成為甲組8強。
| 任期 | 姓名   | 任職日期  | 離職日期  |
| ---- | ------ | --------- | --------- |
| 1    | 何金針 | 1995年8月 | 2000年7月 |
| 2    | 吳鳴雪 | 2000年8月 | 2006年7月 |
| 3    | 萬宜誠 | 2006年8月 | 2014年7月 |
| 4    | 陳水氷 | 2014年8月 | 2021年7月 |
| 5    | 張純寧 | 2021年8月 | 現任      |

## 校景

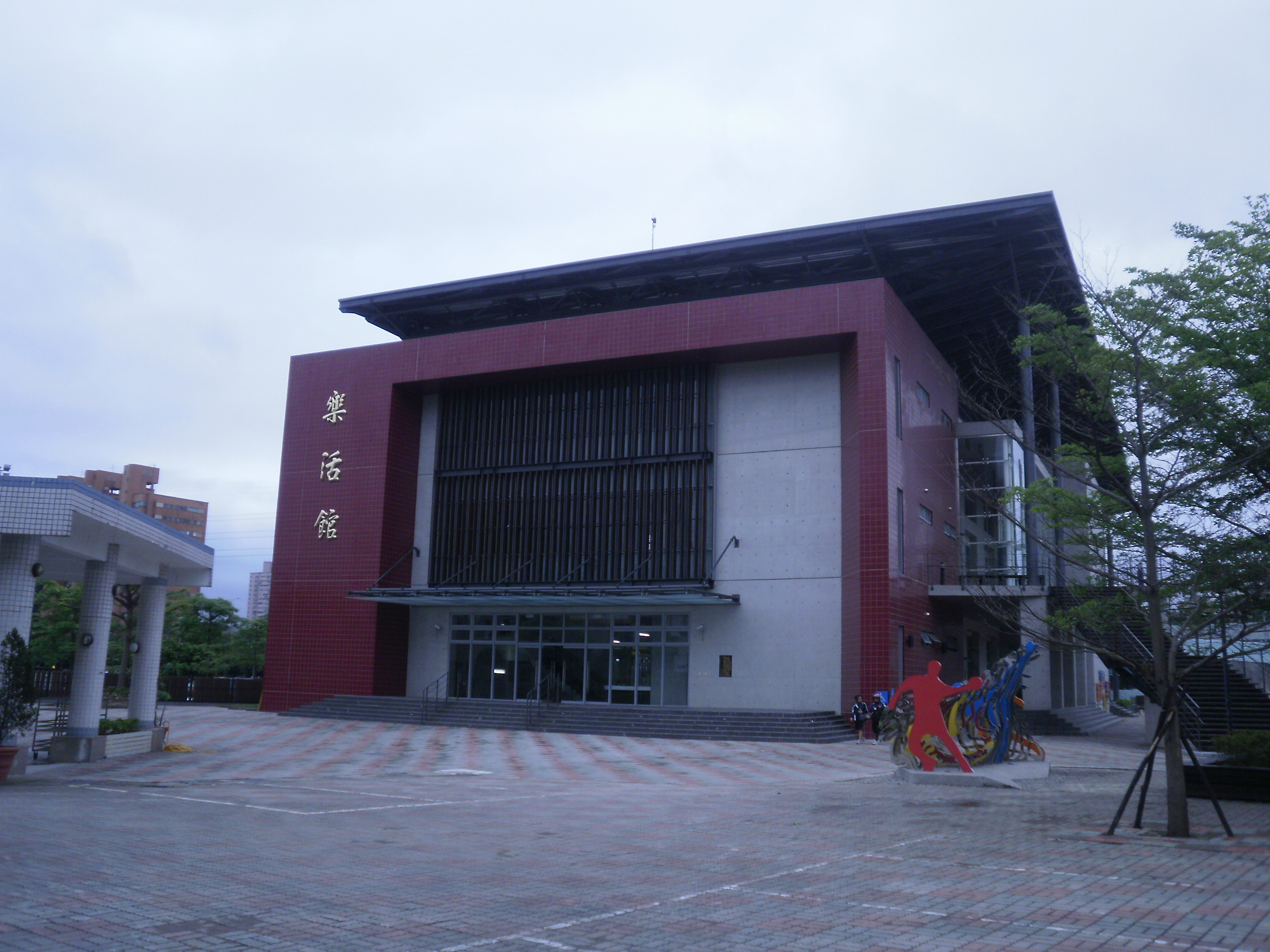
錦中樂活館
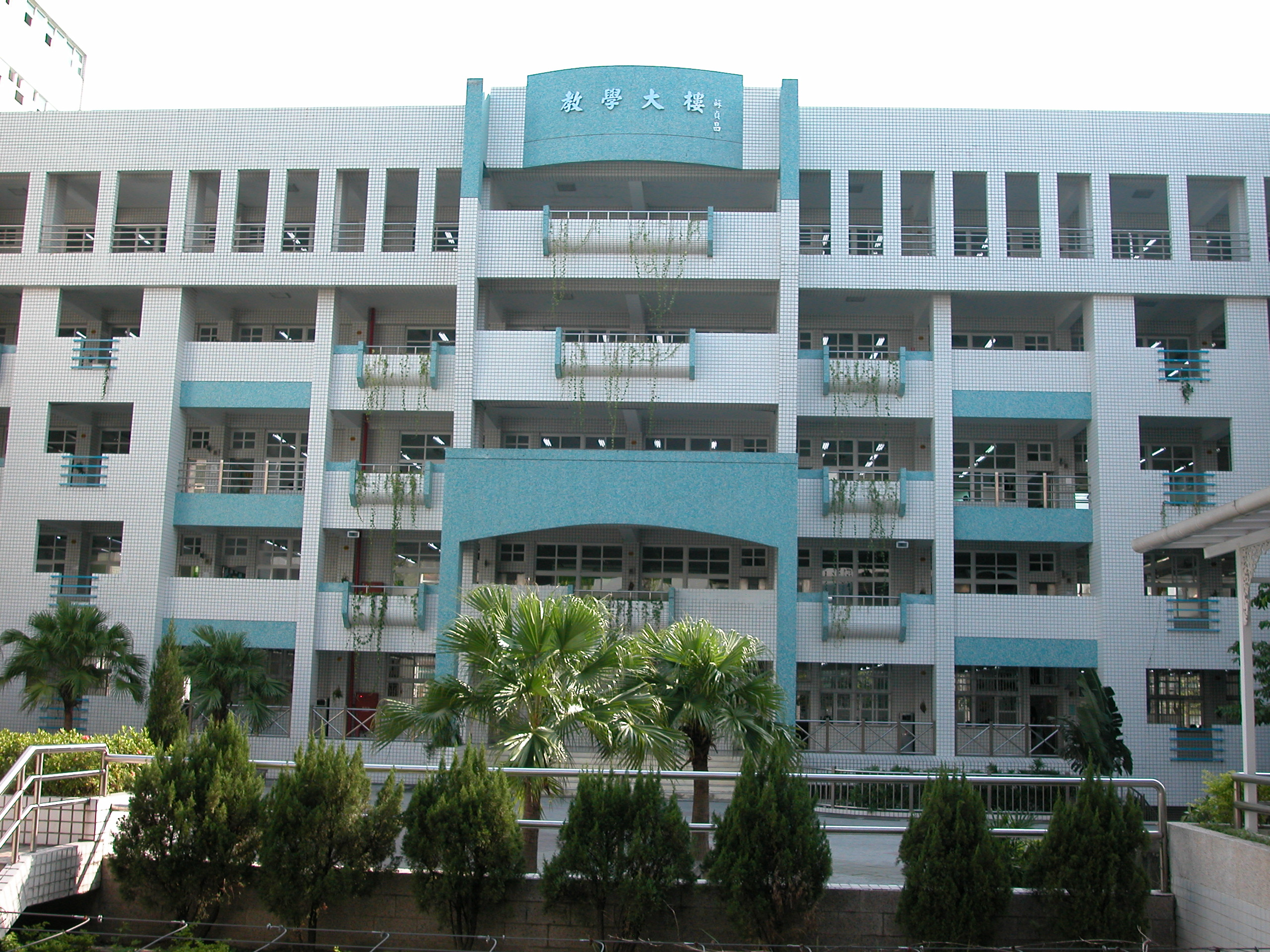
錦和高中校舍

## 外部連結
- 新北市立錦和高級中學 （页面存档备份，存于）（繁體中文）
- 新北市立錦和高中 （页面存档备份，存于）（繁體中文）